# Megalocottus
Megalocottus is een geslacht van straalvinnige vissen uit de familie van de donderpadden (Cottidae).

## Soort en ondersoorten
- Megalocottus platycephalus
  - Megalocottus platycephalus platycephalus (Pallas, 1814)
  - Megalocottus platycephalus taeniopterus (Kner, 1868)